# Chapelle de Saint-Gobrien
La chapelle de Saint-Gobrien est un lieu de culte situé  au lieu-dit Saint-Gobrien, à Saint-Servant dans le Morbihan. Elle est dédiée à Gobrien de Vannes.

## Historique
Réalisée à la demande d'Olivier de Clisson vers 1378-1387, la vaste chapelle qui forme le bras sud du transept de la chapell est la seule partie du monument montant au XVIe siècle. Commencée en 1548 et achevée l'année suivante.

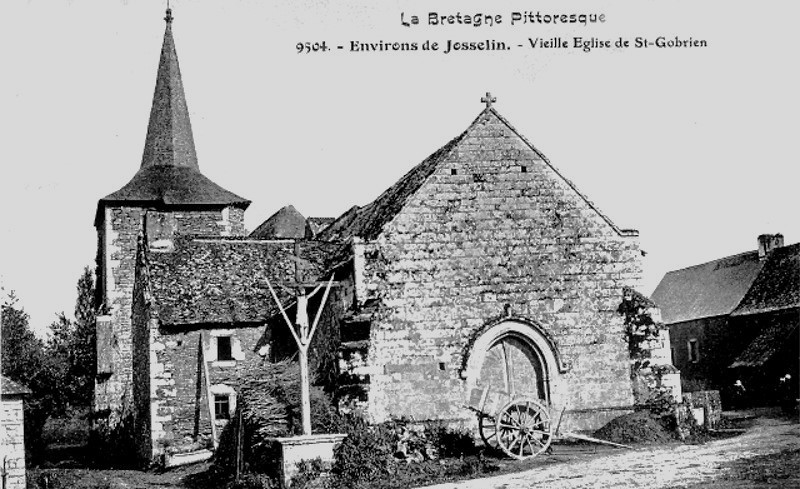
La chapelle de Saint-Gobrien vers 1925 (carte postale).

La croix datée de 1604, située dans le cimetière, fait l’objet d’une inscription au titre des monuments historiques depuis le 30 mai 1927.
Le cimetière qui entoure la chapelle fait l’objet d’une inscription au titre des monuments historiques depuis le 22 juin 1945.
Enfin, la chapelle et la maison du chapelain font l’objet d’un classement au titre des monuments historiques depuis le 28 novembre 1996.
Le pardon est célébré le premier week-end de juillet.

## Architecture et mobilier
La première chapelle édifiée en forme de croix latine au XIe siècle, remplaçant un oratoire en bois élevé en 717 sur les bords de l' Oust par saint Gobrien. L'édifice du XVIe siècle est réalisé en moellons de schiste de granite. Église à nef unique prolongé par un transept à large bras et un chœur à chevet plat
Le clocher voûté sur croisée d'ogives de plan carré, trapu et percé de meurtrières aménagées pour le tir à  l'arc, s'élève sur une voûte d'ogives en pierre.
Le transept sud est daté de 1548. Il a été édifié en style Renaissance flamboyant.
La chapelle abrite deux retables à dais, l'un avec une Vierge à l'Enfant, le second avec des statues de différents saints.

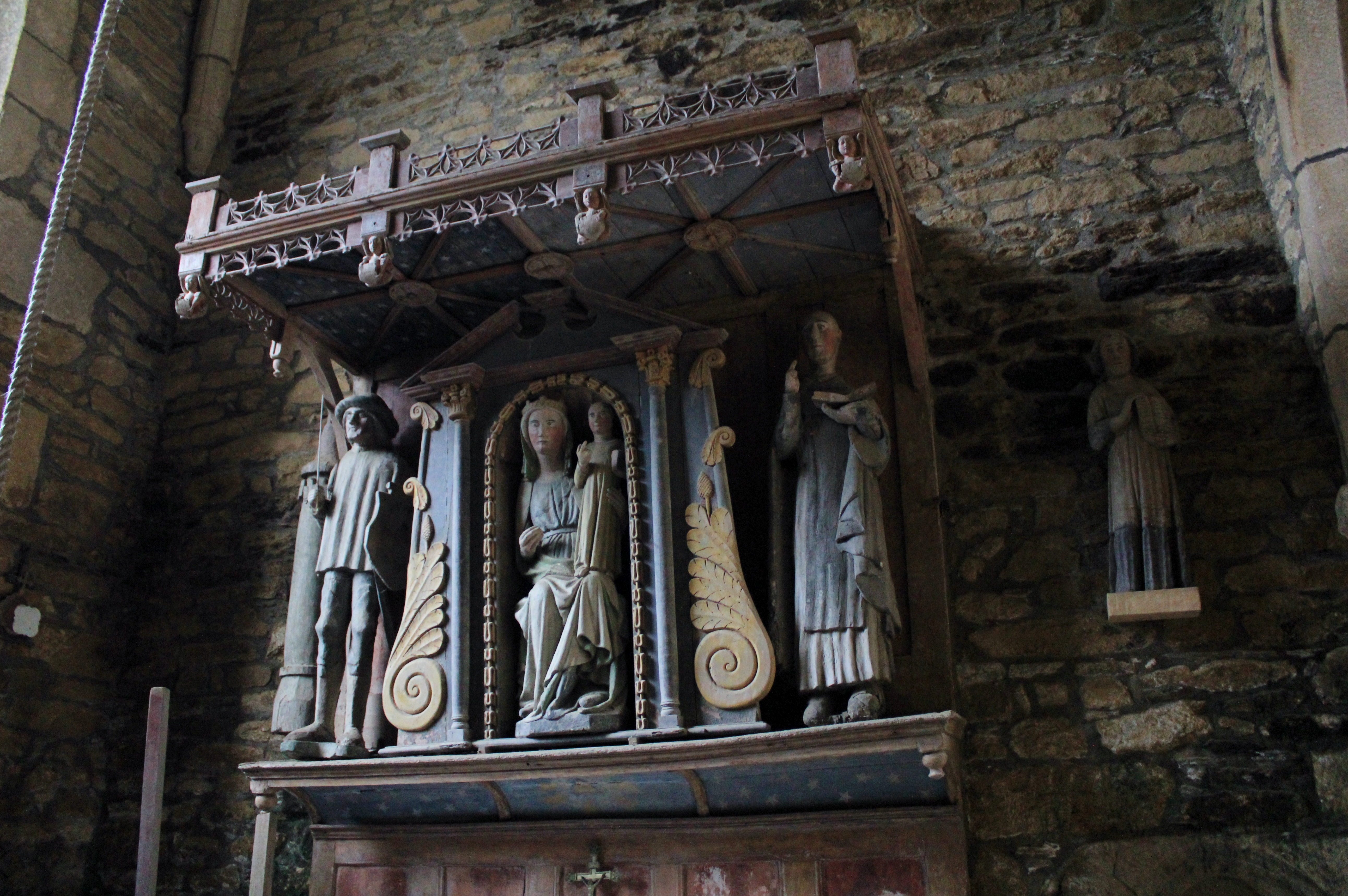
Retable de Sainte-Marie.
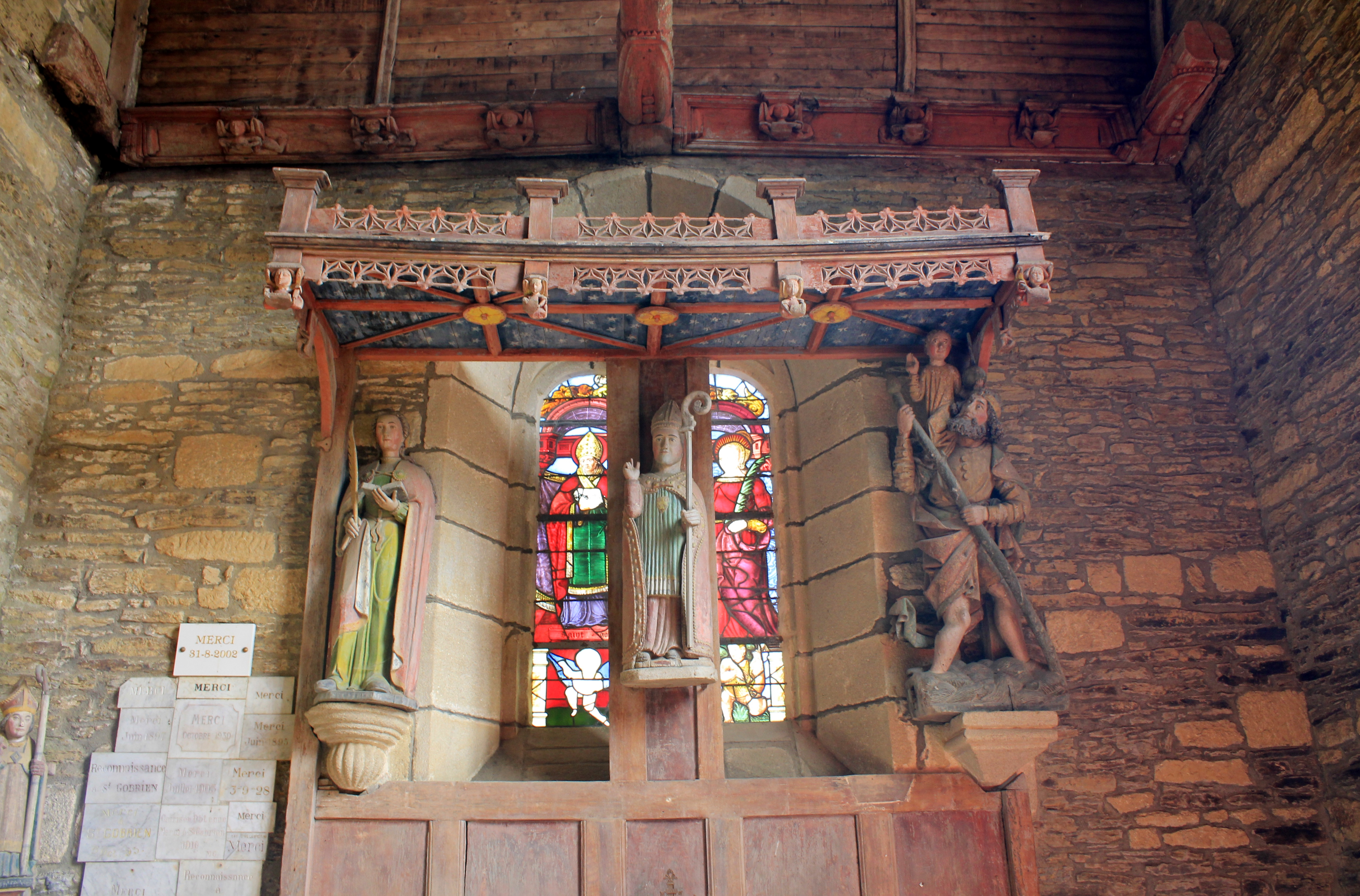
Retable de Sainte-Catherine.

À gauche dans le chœur se trouve un tombeau en bois sculpté datant du XIVe siècle, sans équivalant en Bretagne.

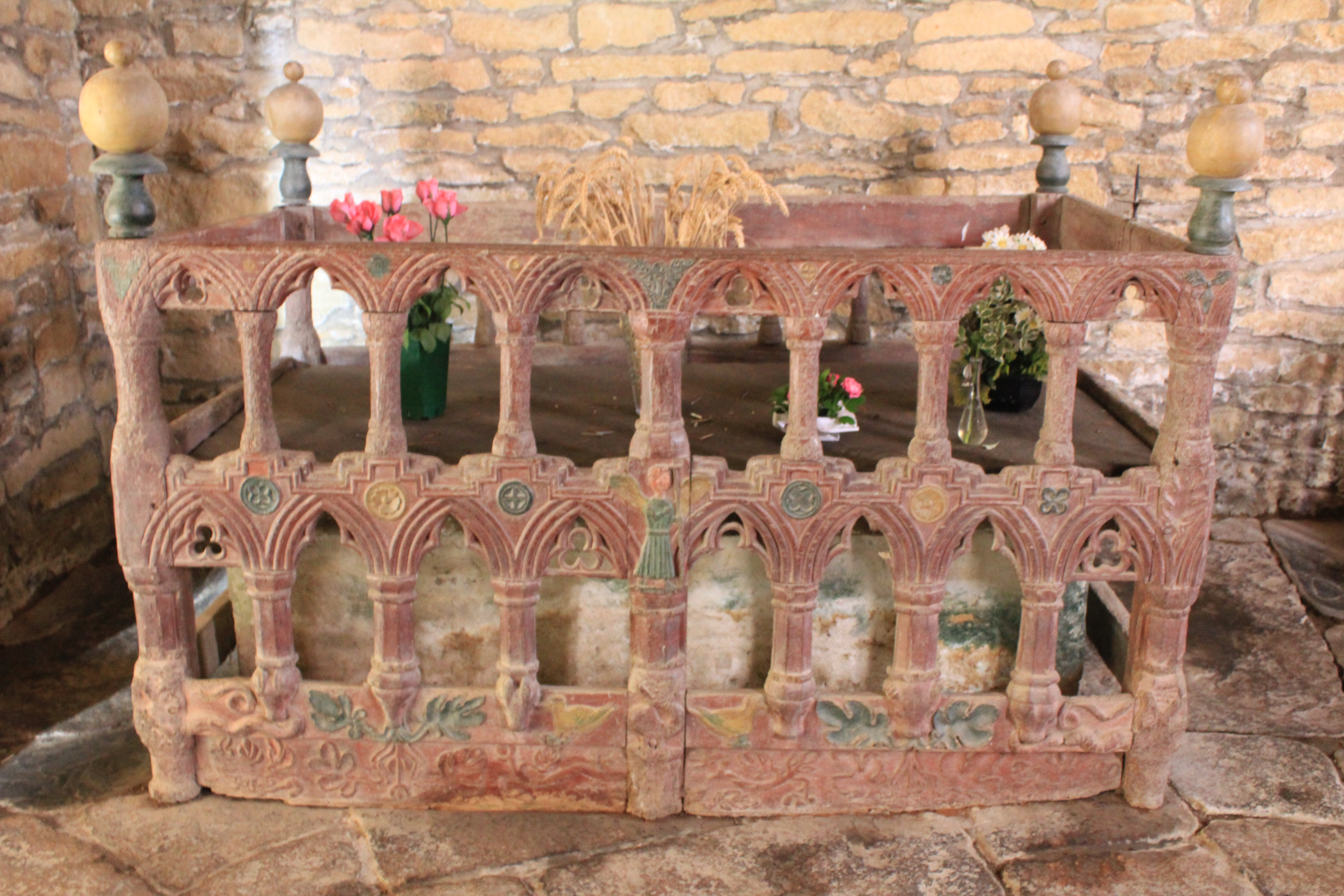
Tombeau du XIVe siècle.
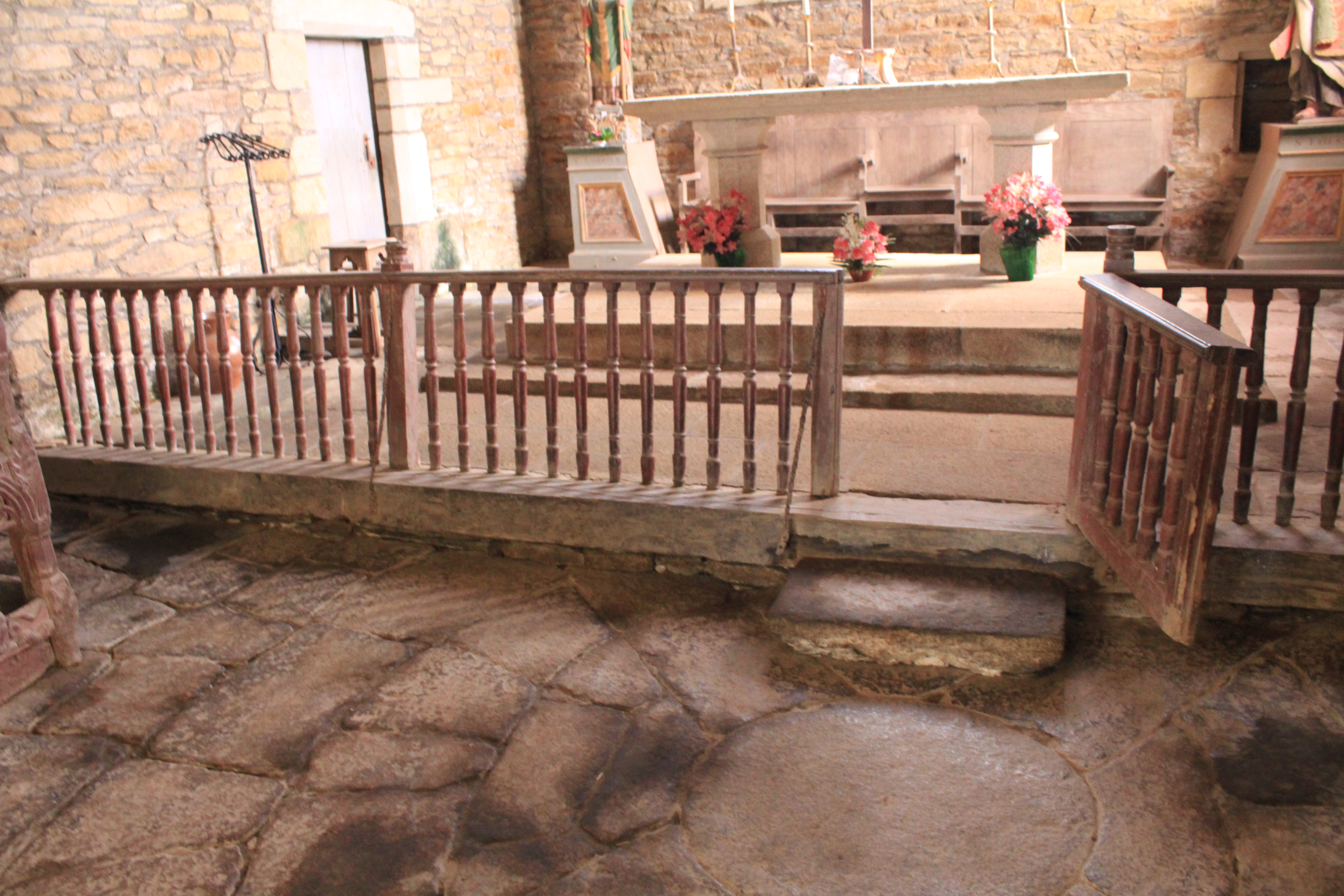
Chœur et dallage de la vesica piscis.

Le sol du porche d'entrée — appelé également narthex — est en terre battue. Le sol de la chapelle est dallé de schiste. Dans le chœur, la vesica piscis du dallage est remarquable ; elle est dessinée d'une manière apparemment irrationnelle : la distance entre chaque cercle varie du centre à la périphérie. En fait les rayons des cercles suivent une progression géométrique calculée selon le nombre d'or.